# Mexikanische Formel-4-Meisterschaft 2021
Die mexikanische Formel-4-Meisterschaft 2021 (offiziell Fórmula 4 NACAM Championship 2021) wäre die sechste Saison der mexikanischen Formel-4-Meisterschaft gewesen. Es waren 25 Rennen, wovon neun nicht zur Meisterschaft zählten, eingeplant gewesen, die Meisterschaft hätte am 29. April in Angleton beginnen und am 7. November in Mexiko-Stadt enden sollen.

## Teams und Fahrer
Alle Teams und Fahrer verwendeten das Chassis Mygale M14-F4. Als Motor kam der Ford 1,6-Liter-EcoBoost zum Einsatz. Die Reifen stammten von Pirelli.
| Team                   | Auto # | Fahrer               | Rennwochenende                  | Quelle            |
| ---------------------- | ------ | -------------------- | ------------------------------- | ----------------- |
| MotorX Racing Team     | 01     | Emil Abed            | [ # 1 ]                         | [ 1 ]             |
| SP Driver Academy Team | 02     | Arturo Flores        | [ # 2 ]                         | [ 2 ]             |
| RRK Motorsports        | 03     | Emil Abed            | [ # 3 ] [ # 2 ]                 | [ 3 ] [ 2 ]       |
| RRK Motorsports        | 77     | Valentino Mini       | [ # 3 ] [ # 2 ]                 | [ 3 ] [ 2 ]       |
| Scuderia Martiga EG    | 07     | Kory Enders          | [ # 1 ] [ # 4 ] [ # 3 ] [ # 2 ] | [ 1 ] [ 3 ] [ 2 ] |
| Scuderia Martiga EG    | 08     | Chara Mansur         | [ # 1 ] [ # 4 ]                 | [ 1 ]             |
| Scuderia Martiga EG    | 08     | Álvaro Zambrano      | [ # 3 ] [ # 2 ]                 | [ 3 ] [ 2 ]       |
| Scuderia Martiga EG    | 17     | José Andrés Martínez | [ # 2 ]                         | [ 2 ]             |
| Easy-Shop.com Racing   | 09     | Daniel Forcadell     | [ # 3 ] [ # 2 ]                 | [ 3 ] [ 2 ]       |
| Ram Racing             | 11     | Mariano Martínez     | [ # 3 ] [ # 2 ]                 | [ 1 ] [ 3 ] [ 2 ] |
| Ram Racing             | 16     | Alejandro Berumen    | [ # 1 ] [ # 4 ] [ # 3 ] [ # 2 ] | [ 1 ] [ 3 ] [ 2 ] |
| Ram Racing             | 33     | Lucas Medina         | [ # 1 ] [ # 4 ] [ # 3 ] [ # 2 ] | [ 1 ] [ 3 ] [ 2 ] |
| Telcel RPL Racing      | 15     | Maxwell Jamieson     | [ # 1 ]                         | [ 1 ]             |
| Telcel RPL Racing      | 22     | Andrés Pérez de Lara | [ # 3 ] [ # 2 ]                 | [ 3 ] [ 2 ]       |
| Telcel RPL Racing      | 23     | Erick Zúñiga         | [ # 2 ]                         | [ 2 ]             |
| Telcel RPL Racing      | 46     | Davis Barringer      | [ # 4 ]                         | [ 1 ]             |
| DEForce Racing         | 17     | José Andrés Martínez | [ # 1 ] [ # 4 ]                 | [ 1 ]             |
| Euromotor Sport        | 77     | David Morales        | [ # 1 ] [ # 4 ]                 | [ 1 ]             |
| Daniel Escoto          | 0?     | Daniel Escoto        | [ # 1 ]                         | [ 4 ]             |

Anmerkungen
1. 1 2 3 4 5 6 7 8 9  Diese Fahrer nahmen am ersten nicht zur Meisterschaft zählenden Rennwochenende in Angleton teil
2. 1 2 3 4 5 6 7 8 9 10 11 12  Diese Fahrer nahmen am vierten nicht zur Meisterschaft zählenden Rennwochenende in Mexiko-Stadt teil
3. 1 2 3 4 5 6 7 8 9  Diese Fahrer nahmen am dritten nicht zur Meisterschaft zählenden Rennwochenende in Amozoc teil
4. 1 2 3 4 5 6 7  Diese Fahrer nahmen am zweiten nicht zur Meisterschaft zählenden Rennwochenende in Angleton teil

## Rennkalender
Der Rennkalender wurde am 24. März 2021 veröffentlicht. Ursprünglich wären die zwei Rennwochenenden in Texas als Saisonstart geplant gewesen, diese wurden jedoch kurzfristig zu Vorsaison-Testrennen erklärt worden. Das zweite Rennwochenende hätte in Cresson stattfinden sollen, wurde jedoch durch Angleton ersetzt. Das nächste, erste zur Meisterschaft zählende Rennwochenende in Santiago de Querétaro wurde später ebenfalls abgesagt. Dabei wurde festgelegt, dass nur mehr das Rennwochenende in Mexiko-Stadt, welches im Rahmenprogramm des Formel 1 Großen Preises von Mexiko ist, stattfinden wird. Allerdings wurde kurzfristig vor dem Rennen in Mexiko-Stadt ein weiteres inoffizielles Rennwochenende in Amozoc eingeschoben.
| Nr. | Datum         | Rennstrecke                                    | Sieger               | Zweiter              | Dritter              | Pole-Position | Schnellste Rennrunde |
| --- | ------------- | ---------------------------------------------- | -------------------- | -------------------- | -------------------- | ------------- | -------------------- |
| NC  | 29. April     | MSR Houston (Angleton 1)                       | Lucas Medina         | Kory Enders          | David Morales        | Kory Enders   | Kory Enders          |
| NC  | 30. April     | MSR Houston (Angleton 1)                       | José Andrés Martínez | Lucas Medina         | Chara Mansur         |               | José Andrés Martínez |
| NC  | 30. April     | MSR Houston (Angleton 1)                       | Kory Enders          | Lucas Medina         | José Andrés Martínez |               | Kory Enders          |
| NC  | 05. Mai       | MSR Houston (Angleton 2)                       | Kory Enders          | José Andrés Martínez | Davis Barringer      | Kory Enders   | Kory Enders          |
| NC  | 06. Mai       | MSR Houston (Angleton 2)                       | Alejandro Berumen    | José Andrés Martínez | Kory Enders          |               | Kory Enders          |
| NC  | 06. Mai       | MSR Houston (Angleton 2)                       | Lucas Medina         | Chara Mansur         | José Andrés Martínez |               | Lucas Medina         |
| —.  | 03. Juni      | Autódromo Monterrey (Apodaca)                  | Abgesagt             | Abgesagt             | Abgesagt             | Abgesagt      | Abgesagt             |
| —.  | 03. Juni      | Autódromo Monterrey (Apodaca)                  | Abgesagt             | Abgesagt             | Abgesagt             | Abgesagt      | Abgesagt             |
| —.  | 04. Juni      | Autódromo Monterrey (Apodaca)                  | Abgesagt             | Abgesagt             | Abgesagt             | Abgesagt      | Abgesagt             |
| —.  | 04. Juni      | Autódromo Monterrey (Apodaca)                  | Abgesagt             | Abgesagt             | Abgesagt             | Abgesagt      | Abgesagt             |
| —.  | 31. Juli      | Autódromo Miguel E. Abed (Amozoc 1)            | Abgesagt             | Abgesagt             | Abgesagt             | Abgesagt      | Abgesagt             |
| —.  | 31. Juli      | Autódromo Miguel E. Abed (Amozoc 1)            | Abgesagt             | Abgesagt             | Abgesagt             | Abgesagt      | Abgesagt             |
| —.  | 01. August    | Autódromo Miguel E. Abed (Amozoc 1)            | Abgesagt             | Abgesagt             | Abgesagt             | Abgesagt      | Abgesagt             |
| —.  | 01. August    | Autódromo Miguel E. Abed (Amozoc 1)            | Abgesagt             | Abgesagt             | Abgesagt             | Abgesagt      | Abgesagt             |
| —.  | 11. September | Autódromo de Quéretaro (Santiago de Querétaro) | Abgesagt             | Abgesagt             | Abgesagt             | Abgesagt      | Abgesagt             |
| —.  | 11. September | Autódromo de Quéretaro (Santiago de Querétaro) | Abgesagt             | Abgesagt             | Abgesagt             | Abgesagt      | Abgesagt             |
| —.  | 12. September | Autódromo de Quéretaro (Santiago de Querétaro) | Abgesagt             | Abgesagt             | Abgesagt             | Abgesagt      | Abgesagt             |
| —.  | 12. September | Autódromo de Quéretaro (Santiago de Querétaro) | Abgesagt             | Abgesagt             | Abgesagt             | Abgesagt      | Abgesagt             |
| NC  | 01. November  | Autódromo Miguel E. Abed (Amozoc 2)            | Kory Enders          | Álvaro Zambrano      | Daniel Forcadell     | Kory Enders   | Kory Enders          |
| NC  | 02. November  | Autódromo Miguel E. Abed (Amozoc 2)            | Kory Enders          | Lucas Medina         | Daniel Forcadell     |               | Lucas Medina         |
| NC  | 02. November  | Autódromo Miguel E. Abed (Amozoc 2)            | Kory Enders          | Lucas Medina         | Daniel Forcadell     |               | Kory Enders          |
| NC  | 07. November  | Autódromo Hermanos Rodríguez (Mexiko-Stadt)    | Arturo Flores        | Lucas Medina         | Erick Zúñiga         | Lucas Medina  | Kory Enders          |

## Wertungen

### Punktesystem
Bei jedem Rennen bekamen nur die ersten zehn des Rennens 25, 18, 15, 12, 10, 8, 6, 4, 2 bzw. 1 Punkt(e). Es gab keine Punkte für die Pole-Position und die schnellste Rennrunde. Gaststarter wurden in der Fahrerwertung nicht berücksichtigt.
| Punkteverteilung | Punkteverteilung | Punkteverteilung | Punkteverteilung | Punkteverteilung | Punkteverteilung | Punkteverteilung | Punkteverteilung | Punkteverteilung | Punkteverteilung | Punkteverteilung | Punkteverteilung | Punkteverteilung |
| ---------------- | ---------------- | ---------------- | ---------------- | ---------------- | ---------------- | ---------------- | ---------------- | ---------------- | ---------------- | ---------------- | ---------------- | ---------------- |
| Platz            | 1                | 2                | 3                | 4                | 5                | 6                | 7                | 8                | 9                | 10               | PP               | SR               |
| Punkte           | 25               | 18               | 15               | 12               | 10               | 8                | 6                | 4                | 2                | 1                | –                | –                |

### Fahrerwertung
| Pos. | Fahrer           | HN1 | HN1 | HN1 | HN2 | HN2 | HN2 | PUE | PUE | PUE | AHR | Punkte |
| Pos. | Fahrer           | R1  | R2  | R3  | R1  | R2  | R3  | R1  | R2  | R3  | R1  | Punkte |
| ---- | ---------------- | --- | --- | --- | --- | --- | --- | --- | --- | --- | --- | ------ |
|      | K. Enders        | 2   | ?   | 1   | 1   | 3   | 4   | 1   | 1   | 1   | 6   | –      |
|      | L. Medina        | 1   | 2   | 2   | ?   | 4   | 1   | 5   | 2   | 2   | 2   | –      |
|      | J. Martínez      | 5   | 1   | 3   | 2   | 2   | 3   |     |     |     | DNF | –      |
|      | A. Berumen       | 4   | ?   | 5   | 4   | 1   | 5   | DNS | DNS | DNS | 7   | –      |
|      | D. Forcadell     |     |     |     |     |     |     | 3   | 3   | 3   | 8   | –      |
|      | C. Mansur        | ?   | 3   | ?   | 5   | ?   | 2   |     |     |     |     | –      |
|      | D. Morales       | 3   | 4   | 4   | ?   | ?   | ?   |     |     |     |     | –      |
|      | E. Abed          | ?   | ?   | ?   |     |     |     | 4   | 4   | 4   | 9   | –      |
|      | Á. Zambrano      |     |     |     |     |     |     | 2   | DNF | 5   | DNF | –      |
|      | A. Flores        |     |     |     |     |     |     |     |     |     | 1   | –      |
|      | D. Barringer     |     |     |     | 3   | 5   | ?   |     |     |     |     | –      |
|      | M. Martínez      |     |     |     |     |     |     | DNF | 5   | DNF | 5   | –      |
|      | E. Zúñiga        |     |     |     |     |     |     |     |     |     | 3   | –      |
|      | V. Mini          |     |     |     |     |     |     | DNF | DNF | DNF | 4   | –      |
|      | M. Jamieson      | ?   | 5   | ?   |     |     |     |     |     |     |     | –      |
|      | A. Pérez de Lara |     |     |     |     |     |     | 6   | DNS | DNS | DNF | –      |
|      | D.               | ?   | ?   | ?   |     |     |     |     |     |     |     | –      |
| Pos. | Fahrer           | R1  | R2  | R3  | R1  | R2  | R3  | R1  | R2  | R3  | R1  | Punkte |
| Pos. | Fahrer           | HN1 | HN1 | HN1 | HN2 | HN2 | HN2 | PUE | PUE | PUE | AHR | Punkte |

| Legende       | Legende                        | Legende                                                              |
| Farbe         | Abkürzung                      | Bedeutung                                                            |
| ------------- | ------------------------------ | -------------------------------------------------------------------- |
| Gold          | –                              | Sieg                                                                 |
| Silber        | –                              | 2. Platz                                                             |
| Bronze        | –                              | 3. Platz                                                             |
| Grün          | –                              | 4. bis 10. Platz                                                     |
| Hellblau      | –                              | 10. Platz aufwärts (punktberechtigt)                                 |
| Blau          | –                              | Klassifiziert außerhalb der Punkteränge                              |
| Dunkelblau    | –                              | Klassifiziert innerhalb der Punkteränge aber keine Punktberechtigung |
| Violett       | DNF                            | Rennen nicht beendet (did not finish)                                |
| Violett       | NC                             | nicht klassifiziert (not classified)                                 |
| Rot           | DNQ                            | nicht qualifiziert (did not qualify)                                 |
| Rot           | DNPQ                           | in Vorqualifikation gescheitert (did not pre-qualify)                |
| Schwarz       | DSQ                            | disqualifiziert (disqualified)                                       |
| Weiß          | DNS                            | nicht am Start (did not start)                                       |
| Weiß          | WD                             | zurückgezogen (withdrawn)                                            |
| ohne          | PO                             | nur am Training teilgenommen (practiced only)                        |
| ohne          | DNP                            | nicht am Training teilgenommen (did not practice)                    |
| ohne          | INJ                            | verletzt oder krank (injured)                                        |
| ohne          | EX                             | ausgeschlossen (excluded)                                            |
| ohne          | DNA                            | nicht erschienen (did not arrive)                                    |
| ohne          | C                              | Rennen abgesagt (cancelled)                                          |
| ohne          | keine Teilnahme                |                                                                      |
| sonstige      | P/fett                         | Pole-Position                                                        |
| sonstige      | SR/kursiv                      | Schnellste Rennrunde                                                 |
| sonstige      | Q                              | Extrapunkte für Pole-Position                                        |
| sonstige      | X                              | Extrapunkte für gewonnene Positionen                                 |
| sonstige      | *                              | nicht im Ziel, aufgrund der zurückgelegten Distanz aber gewertet     |
| sonstige      | ()                             | Streichresultate                                                     |
| unterstrichen | Führender in der Gesamtwertung |                                                                      |

### Teamwertung
| Pos. | Team                   | Auto # | HN1 | HN1 | HN1 | HN2 | HN2 | HN2 | PUE | PUE | PUE | AHR | Punkte |
| Pos. | Team                   | Auto # | R1  | R2  | R3  | R1  | R2  | R3  | R1  | R2  | R3  | R1  | Punkte |
| ---- | ---------------------- | ------ | --- | --- | --- | --- | --- | --- | --- | --- | --- | --- | ------ |
|      | Ram Racing             | 33     | 1   | 2   | 2   | ?   | 4   | 1   | 5   | 2   | 2   | 2   | –      |
| 16   | Ram Racing             | 4      | ?   | 5   | 4   | 1   | 5   | DNS | DNS | DNS | 7   |     | –      |
| 11   | Ram Racing             |        |     |     |     |     |     | DNF | 5   | DNF | 5   |     | –      |
|      | Scuderia Martiga EG    | 07     | 2   | ?   | 1   | 1   | 3   | 4   | 1   | 1   | 1   | 6   | –      |
| 08   | Scuderia Martiga EG    | ?      | 3   | ?   | 5   | ?   | 2   | 2   | DNF | 5   | DNF |     | –      |
| 17   | Scuderia Martiga EG    |        |     |     |     |     |     |     |     |     | DNF |     | –      |
|      | DEForce Racing         | 17     | 5   | 1   | 3   | 2   | 2   | 3   |     |     |     |     | –      |
|      | Telcel RPL Racing      | 46     |     |     |     | 3   | 5   | ?   |     |     |     |     | –      |
| 23   | Telcel RPL Racing      |        |     |     |     |     |     |     |     |     | 3   |     | –      |
| 15   | Telcel RPL Racing      | ?      | 5   | ?   |     |     |     |     |     |     |     |     | –      |
| 22   | Telcel RPL Racing      |        |     |     |     |     |     | 6   | DNS | DNS | DNF |     | –      |
|      | RRK Motorsports        | 03     |     |     |     |     |     |     | 4   | 4   | 4   | 9   | –      |
| 77   | RRK Motorsports        |        |     |     |     |     |     | DNF | DNF | DNF | 4   |     | –      |
|      | Easy-Shop.com Racing   | 09     |     |     |     |     |     |     | 3   | 3   | 3   | 8   | –      |
|      | Euromotor Sport        | 77     | 3   | 4   | 4   | ?   | ?   | ?   |     |     |     |     | –      |
|      | SP Driver Academy Team | 02     |     |     |     |     |     |     |     |     |     | 1   | –      |
|      | MotorX Racing Team     | 01     | ?   | ?   | ?   |     |     |     |     |     |     |     | –      |
|      | Daniel Escoto          | 0?     | ?   | ?   | ?   |     |     |     |     |     |     |     | –      |
| Pos. | Team                   | Auto # | R1  | R2  | R3  | R1  | R2  | R3  | R1  | R2  | R3  | R1  | Punkte |
| Pos. | Team                   | Auto # | HN1 | HN1 | HN1 | HN2 | HN2 | HN2 | PUE | PUE | PUE | AHR | Punkte |

| Legende       | Legende                        | Legende                                                              |
| Farbe         | Abkürzung                      | Bedeutung                                                            |
| ------------- | ------------------------------ | -------------------------------------------------------------------- |
| Gold          | –                              | Sieg                                                                 |
| Silber        | –                              | 2. Platz                                                             |
| Bronze        | –                              | 3. Platz                                                             |
| Grün          | –                              | 4. bis 10. Platz                                                     |
| Hellblau      | –                              | 10. Platz aufwärts (punktberechtigt)                                 |
| Blau          | –                              | Klassifiziert außerhalb der Punkteränge                              |
| Dunkelblau    | –                              | Klassifiziert innerhalb der Punkteränge aber keine Punktberechtigung |
| Violett       | DNF                            | Rennen nicht beendet (did not finish)                                |
| Violett       | NC                             | nicht klassifiziert (not classified)                                 |
| Rot           | DNQ                            | nicht qualifiziert (did not qualify)                                 |
| Rot           | DNPQ                           | in Vorqualifikation gescheitert (did not pre-qualify)                |
| Schwarz       | DSQ                            | disqualifiziert (disqualified)                                       |
| Weiß          | DNS                            | nicht am Start (did not start)                                       |
| Weiß          | WD                             | zurückgezogen (withdrawn)                                            |
| ohne          | PO                             | nur am Training teilgenommen (practiced only)                        |
| ohne          | DNP                            | nicht am Training teilgenommen (did not practice)                    |
| ohne          | INJ                            | verletzt oder krank (injured)                                        |
| ohne          | EX                             | ausgeschlossen (excluded)                                            |
| ohne          | DNA                            | nicht erschienen (did not arrive)                                    |
| ohne          | C                              | Rennen abgesagt (cancelled)                                          |
| ohne          | keine Teilnahme                |                                                                      |
| sonstige      | P/fett                         | Pole-Position                                                        |
| sonstige      | SR/kursiv                      | Schnellste Rennrunde                                                 |
| sonstige      | Q                              | Extrapunkte für Pole-Position                                        |
| sonstige      | X                              | Extrapunkte für gewonnene Positionen                                 |
| sonstige      | *                              | nicht im Ziel, aufgrund der zurückgelegten Distanz aber gewertet     |
| sonstige      | ()                             | Streichresultate                                                     |
| unterstrichen | Führender in der Gesamtwertung |                                                                      |